# Troféu Guido Dorigo
O Troféu Guido Dorigo (ou Troféu Dorigo Porte) é uma corrida de ciclismo italiana em torno de Pieve di Soligo, comuna da província de Treviso em Vêneto. Trata-se de uma corrida de um dia que faz parte do calendário internacional júnior masculino.
A primeira edição da prova remonta a 1982.

## Palmarés desde 1994
| Ano       | Ganhador          | Segundo           | Terceiro            |
| --------- | ----------------- | ----------------- | ------------------- |
| 1994      | Danilo Di Luca    |                   |                     |
| 1995      | Fabio Bulgarelli  |                   |                     |
| 1996-1998 | ?                 | ?                 | ?                   |
| 1999      | Giairo Ermeti     |                   |                     |
| 2000      | Vladimir Gusev    |                   |                     |
| 2001-2002 | ?                 | ?                 | ?                   |
| 2003      | Manuel Belletti   |                   |                     |
| 2004      | Simon Špilak      | Federico Masiero  | Robert Kišerlovski  |
| 2005      | Davide Malacarne  | Marco Benfatto    | Giorgio Brambilla   |
| 2006      | Marco Canola      | Enrico Magazzini  | Matteo Collodel     |
| 2007      | Não disputado     | Não disputado     | Não disputado       |
| 2008      | Simone Antonini   | Davide Gani       | Stefan Mair         |
| 2009      | Não disputado     | Não disputado     | Não disputado       |
| 2010      | Andrea Zordan     | Jan Polanc        | Simone Sterbini     |
| 2011      | Valerio Conti     | Martin Otoničar   | Matej Mohorič       |
| 2012      | Ludovico Longo    | Lorenzo Trabucco  | Giovanni Campagnolo |
| 2013      | Lorenzo Fortunato | Simone Velasco    | Lorenzo Rotaciona   |
| 2014      | Riccardo Verza    | Rocco Fuggiano    | Tiziano Lanzano     |
| 2015      | Cosimo Bettiol    | Vadim Pronskiy    | Riccardo Verza      |
| 2016      | Félix Gall        | Matteo Donegà     | Tadej Pogačar       |
| 2017      | Aljaž Jarc        | Filippo Zana      | Giovanni Aleotti    |
| 2018      | Samuele Carpene   | Martin Marcellusi | Alessio Acco        |
| 2019      | Antonio Tiberi    | Simone Raccani    | Alessandro Verre    |